# 社町站
社町站（日语：／ Yashirochō eki */?）是位於兵庫縣加東市河高大谷口，西日本旅客鐵道（JR西日本）的加古川線車站。
車站名稱取自2006年（平成18年）市町村合併前的加東郡社町，而車站所在地是舊加東郡瀧野町區內。在合併後，現時成為加東市的代表車站。

## 歷史
- 1913年（大正2年）8月10日 - 播州鐵道 國包站（現時：厄神站）至西脇站之間開通，社口站啟用[1][2]。當時為旅客和貨物車站。
  - 當時車站位於兵庫縣加東郡瀧野村（日语：滝野町）河高大谷口。
- 1916年（大正5年）11月22日 - 車站改名為播鐵社站[1][3]。
- 1923年（大正12年）12月21日 - 路線轉讓給播丹鐵道[4]。
- 1925年（大正14年）4月1日 - 車站地址改名為兵庫縣加東郡瀧野町（日语：滝野町）河高大谷口。
- 1943年（昭和18年）6月1日 - 播丹鐵道被國有化，成為鐵道省加古川線車站[5]。同時車站改名為社町站[1]。
- 1974年（昭和49年）10月1日 - 終止貨物起卸業務。
- 1987年（昭和62年）4月1日 - 伴隨國鐵分割民營化，車站由西日本旅客鐵道（JR西日本）營運。
- 1990年（平成2年）
  - 6月1日 - 加古川鐵道部（日语：加古川鉄道部）成立，並管轄此站[6]。
  - 10月1日 - 成為無人車站。
- 2006年（平成18年）3月20日 - 隨著加東市成立，車站地址變為現址。
- 2009年（平成21年）7月1日 - 隨著加古川鐵道部廢止，變由神戶分社（日语：西日本旅客鉄道神戸支社）直轄，此站由加古川站管理[7]。
- 2016年（平成28年）3月26日 - 此站開始可以使用IC卡「ICOCA」[8]。此站設置IC卡專用簡易閘機。

## 車站構造
車站是一座地面車站，設有2面2線的相對式月台。月台靠近谷川一方設有站內平交道。在月台配線構造上，加古川方向的路軌是直線，但是此站場內、出發信號機均為單方向，因此不可逆向停車。
加古川站管理的無人車站，此站設有自動售票機。加古川方向月台上設有車站大樓，大樓外觀是一座地球儀，該處內部設有交流親睦館。

### 月台
| 月台         | 路線     | 上下行 | 方向             |
| ------------ | -------- | ------ | ---------------- |
| 車站大樓一方 | 加古川線 | 上行   | 粟生、加古川方向 |
| 車站大樓對面 | 加古川線 | 下行   | 西脇市、谷川方向 |

在旅客資訊上沒有編排月台編號。

## 車站周邊
車站位於加東市（舊社町）中心。車站東邊2公里處設有加古川。神姬巴士設有巴士路線駛入站前。的士會在站前廣場等候乘客。
- 瀧野工業團地

### 巴士路線
社町站巴士站（神姬巴士）
- 10系統 經社(車庫前)、社高校前（日语：兵庫県立社高等学校）、兵庫教育大學前、天神、渡瀨 前往三田站
- 經社(車庫前) 前往社高校前
- 經社(車庫前)、社高校前、兵庫教育大學前 前往嬉野台生涯教育中心
- 71系統 前往社(車庫前)
- 71系統 經別府、貓尾新開、小原 前往姬路站前（日语：姫路駅前バスターミナル）
- 71系統 經別府、法華山一乘寺、小原 前往姬路站前
- 經別府、玉野 前往Astia加西

## 利用狀況
在2019年度，1日平均乘車人次為448人。
| 年度 | 1日平均 乘車人次 |
| ---- | ---------------- |
| 2000 | 310              |
| 2001 | 311              |
| 2002 | 310              |
| 2003 | 297              |
| 2004 | 285              |
| 2005 | 308              |
| 2006 | 345              |
| 2007 | 365              |
| 2008 | 395              |
| 2009 | 386              |
| 2010 | 425              |
| 2011 | 417              |
| 2012 | 400              |
| 2013 | 404              |
| 2014 | 409              |
| 2015 | 425              |
| 2016 | 434              |
| 2017 | 414              |
| 2018 | 448              |
| 2019 | 448              |

## 相鄰車站
西日本旅客鐵道（JR西日本）
 加古川線
青野原－社町－瀧野

## 注腳
1. 1 2 3 4 5 6 7 8 9 10 11 12 13 14  . 神戶新聞綜合出版中心. 2011-12-15: 208. ISBN 9784343006028 （日语）.
2. ↑  「軽便鉄道運輸開始」『官報』1913年8月22日（國立國會圖書館數碼化收藏）
3. ↑  「軽便鉄道運輸開始及停車場名改称」『官報』1916年11月28日（國立國會圖書館數碼化收藏）
4. ↑  『鉄道省鉄道統計資料. 大正12年度』（日語）（國立國會圖書館近代數碼圖書館）
5. ↑  官報 第4907号（日語） 1943年5月25日
6. ↑  JRR編《JR気動車客車編成表 2011》交通新聞社，2011年。ISBN 978-4-330-22011-6。
7. 1 2  . 交通新聞 (交通新聞社). 2009-06-25: 1 （日语）.
8. ↑   (PDF) (新闻稿). 西日本旅客鉄道. 2015年12月18日  [2016-03-26]. （原始内容存档 (PDF)于2016-03-05） （日语）.
9. ↑  . 西日本旅客鉄道.   [2015-05-05]. （原始内容存档于2020-06-07） （日语）.
10. ↑  兵庫県統計書令和元年版 （页面存档备份，存于）（日語）

## 外部連結
- 社町｜車站資訊：JR出門網 - 西日本旅客鐵道